# اسکات مک‌گاف
اسکات مک‌گاف (انگلیسی: Scott McGough؛ زادهٔ ۳۱ اکتبر ۱۹۸۹) بازیکن بیس‌بال اهل ایالات متحده آمریکا است.
وی در مسابقات کشوری و بین‌المللی در مجموع برندهٔ ۱ مدال نقره شده‌است.